# Dysstroma cinereata
Dysstroma cinereata là một loài bướm đêm trong họ Geometridae.

## Hình ảnh

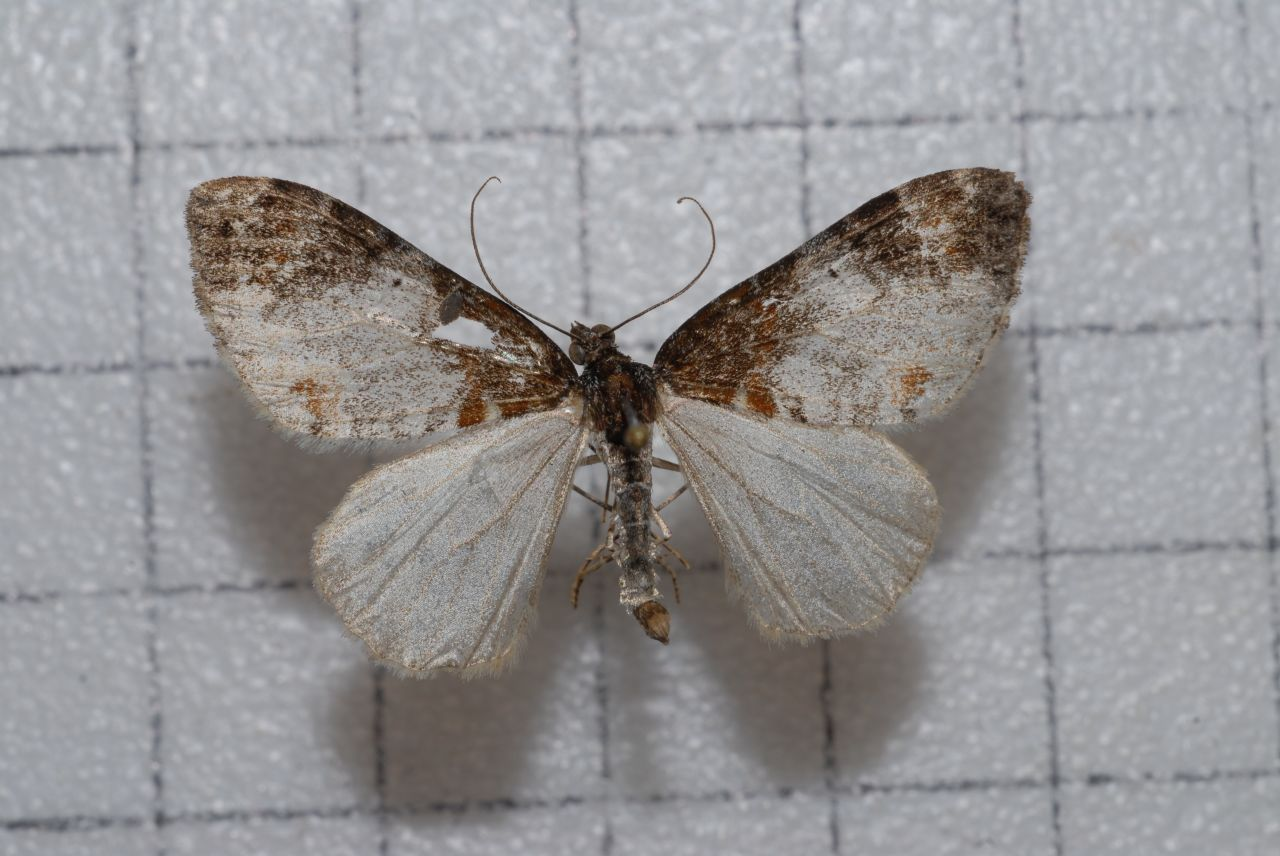